# Vinár
Vinár là một thị trấn thuộc hạt Veszprém, Hungary. Thị trấn này có diện tích 4,6 km², dân số năm 2010 là 244 người, mật độ 53 người/km².